# Preah Khan

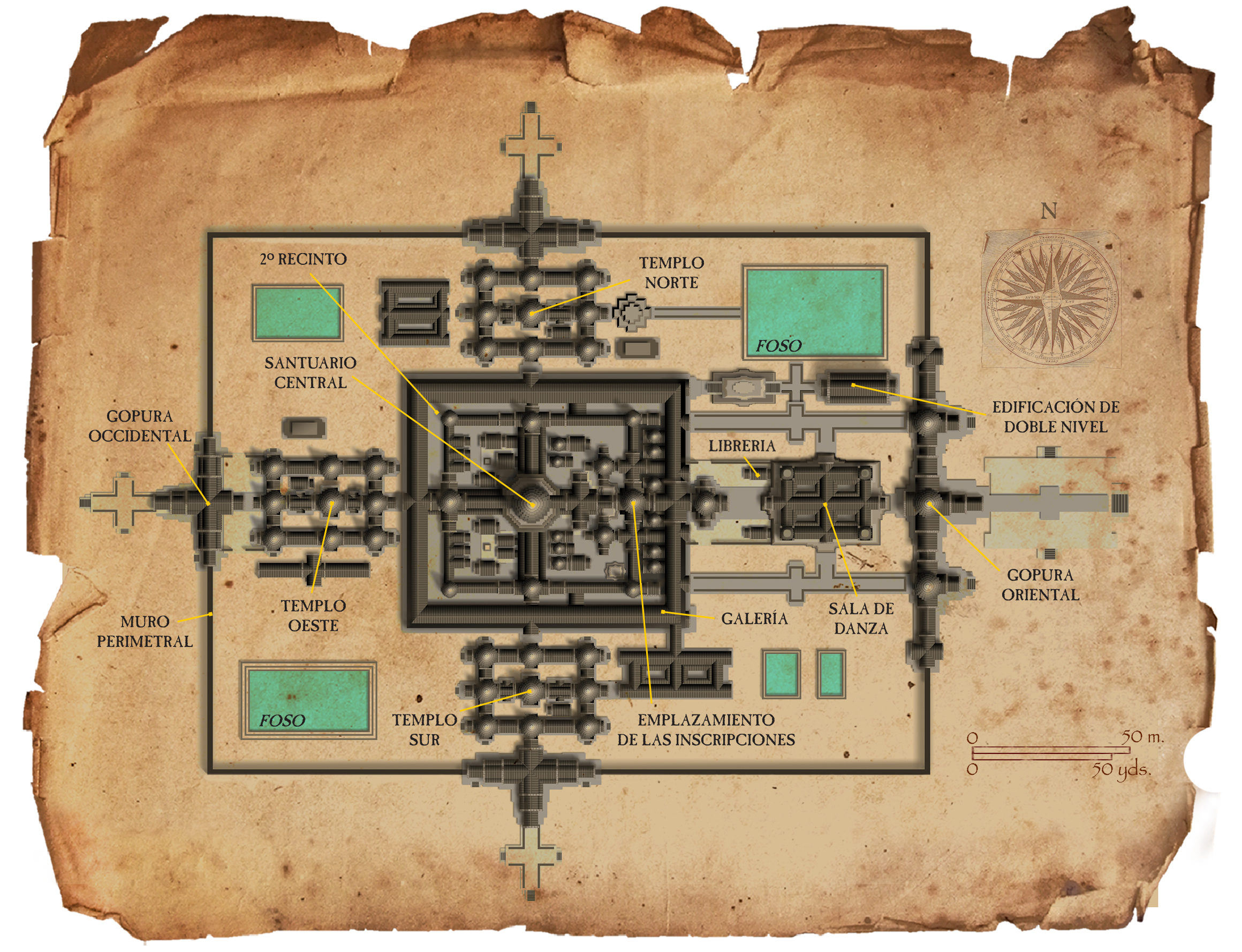
Reconstrucción de la planta de Preah Khan, recinto central.

Preah Khan (en camboyano: ប្រាសាទព្រះខ័ន; "Espada real"), a veces pronunciado como Prah Khan, es un templo de Angkor en Camboya, construido en el siglo XII por el rey Jayavarman VII. El complejo de Angkor, incluido Preah Khan, fue declarado Patrimonio de la Humanidad por la Unesco en 1992.
Se encuentra al noreste de Angkor Thom y al oeste de Jayatataka baray, que se asoció con Utara. Fue el centro de una organización importante, con cerca de 100.000 empleados y servidores. El templo es de una sola planta, con un plan básico de sucesivos galerías rectangular alrededor de un santuario budista mezclado con pequeñas adiciones de templos hindúes y varios aditivos posteriores. Como el templo vecino Ta Prohm, Preah Khan se ha dejado en gran medida ya que se encontró, con numerosos árboles y otra vegetación que crece entre las ruinas.

## Historia
Preah Khan fue construido en el sitio de la victoria del rey Jayavarman VII sobre el invasor Chams en 1191.
El nombre moderno, que significa "espada sagrada", se deriva del significado de la originalmente Jayasri Nagara (ciudad victoria sagrado) El lugar puede haber sido ocupada anteriormente por los palacios reales de reyes Yasovarman II y Tribhuvanadityavarman.
La estela, con la fecha de la fundación del templo, proporcionó información importante sobre la historia y la administración del lugar: la imagen principal, el bodhisattva Avalokitesvara, el camino del padre del rey finalizó en 1191 (la madre del rey se había celebrado en la misma forma en Ta Prohm). Otros 430 deidades también tenían santuarios en templos, cada uno de los cuales recibió una gran cantidad de alimentos, ropa, perfumes, e incluso redes de mosquitos; entre los tesoros del templo se incluían oro, plata, piedras preciosas, 112.300 perlas y una vaca con cuernos de oro.
El santuario combinaba las funciones de ciudad, templo y la universidad budista, y contaba con 97.840 funcionarios y empleados, entre ellos 1.000 bailarines y otros tantos maestros.

## Ubicación

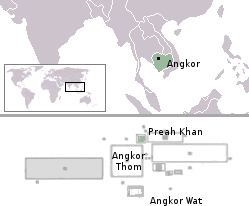
Preah Khan está al noreste de Angkor Thom.

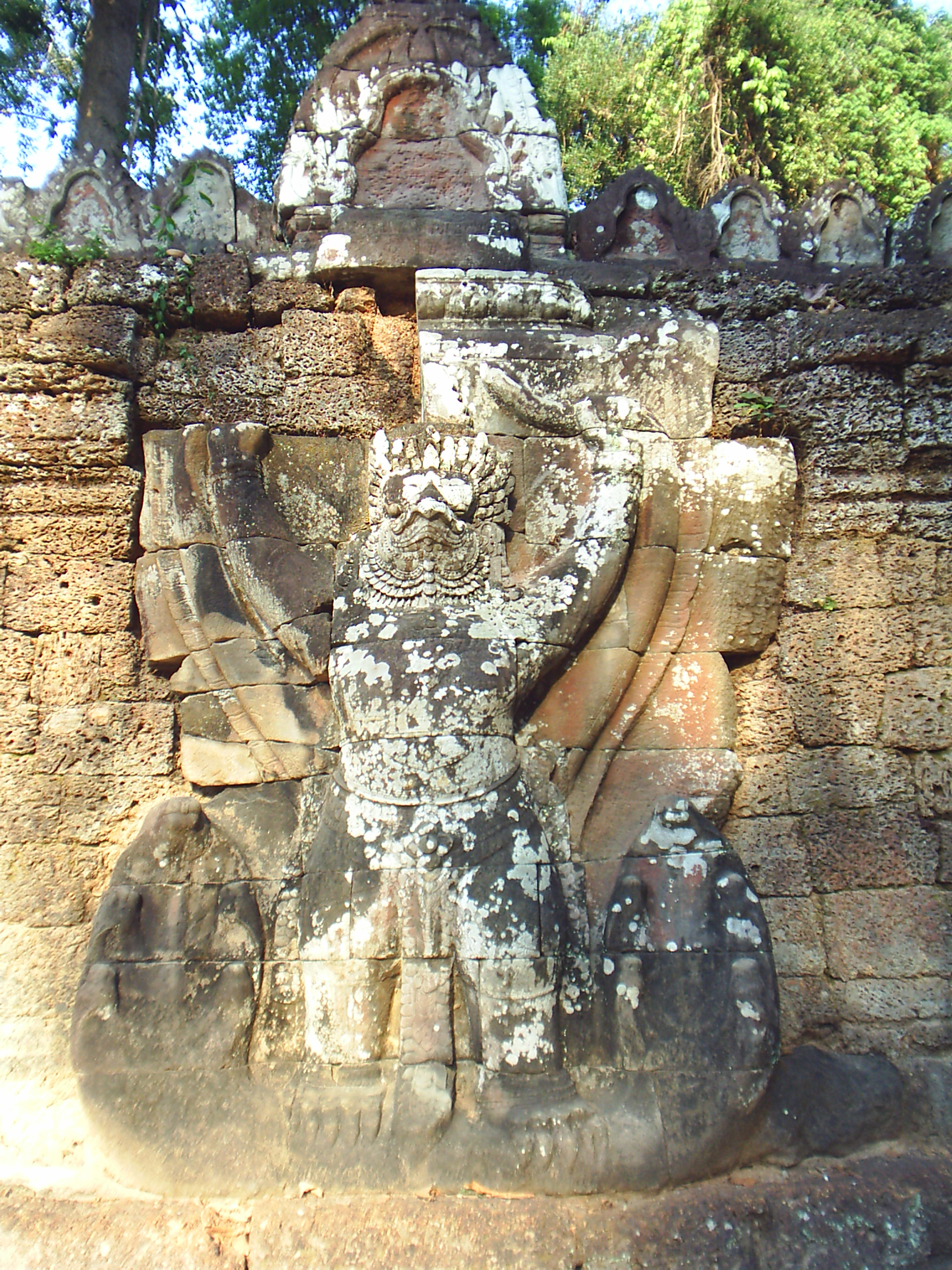
La pared exterior tiene garudas de 5 m. Las antiguas imágenes de Buda en los nichos fueron destruidas durante la campaöa antibudista de Jayavarman VIII.

La pared exterior de Preah Khan es laterita, y cuenta con 72 garudas la celebración de naga s de cada 50 m intervalos. Rodeado de un brecha, mide 800 por 700 m y cubre un 56 hectáreas (138 acres). Como de costumbre Preah Khan está orientada hacia el este, esta fue la entrada principal, pero hay otros en cada uno de los puntos cardinales.
Cada entrada tiene un puente sobre el foso con nagas que llevan devas y asuras similares a las de Angkor Thom; Glaize considera esto una indicación de que la ciudad de Preah Khan fue más significativa que la de Ta Prohm o Banteay Kdei.
En el "Salón de bailarines" las paredes están decoradas con apsaras, las imágenes de Buda en nichos encima de ellos fueron destruidas en la campaña antibudista con el fin de transformar el templo budista en uno hindú bajo el reinado de Jayavarman VIII. Al norte del "Salón de bailarines" hay una estructura de dos pisos con columnas redondas, y es el único ejemplo de este tipo de construcción en todo Angkor, aunque hay restos de edificios similares en Ta Prohm y Banteay Kdei, Freeman y Jacques especulan que el edificio puede haber sido un granero, pero no se sabe con certeza.

## Galería

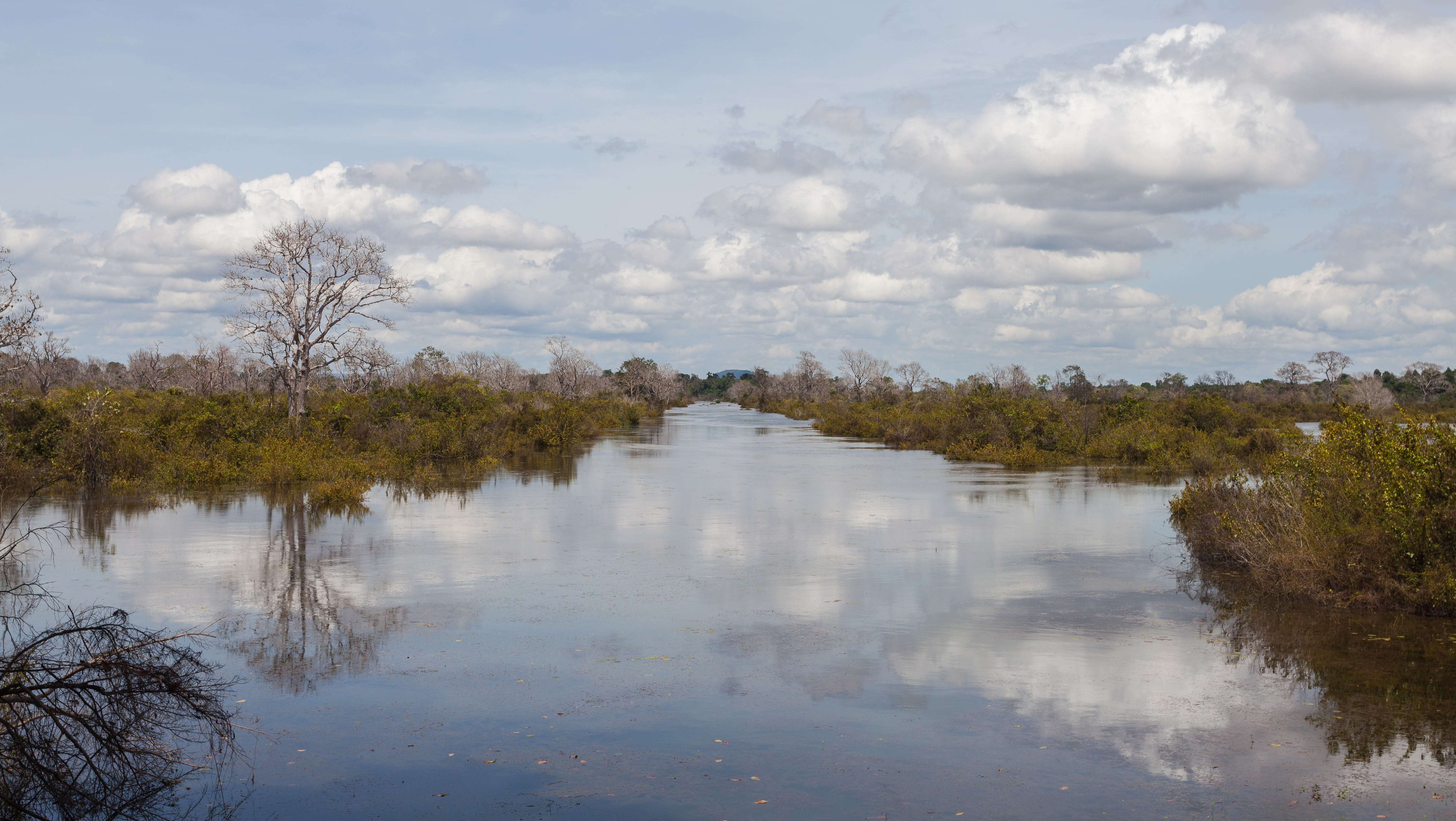
Bajada hacia el lago del templo.
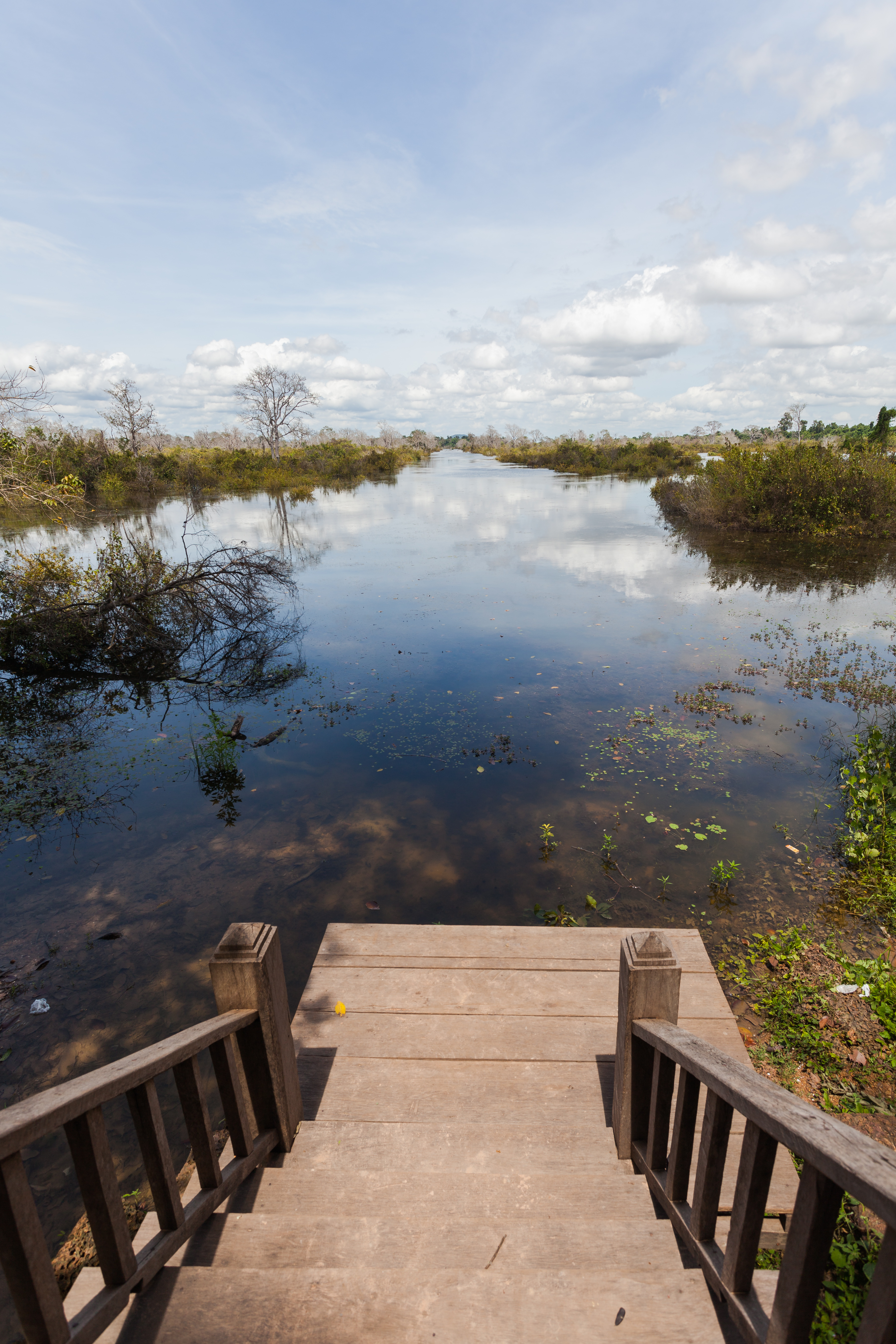
Lago junto al templo.
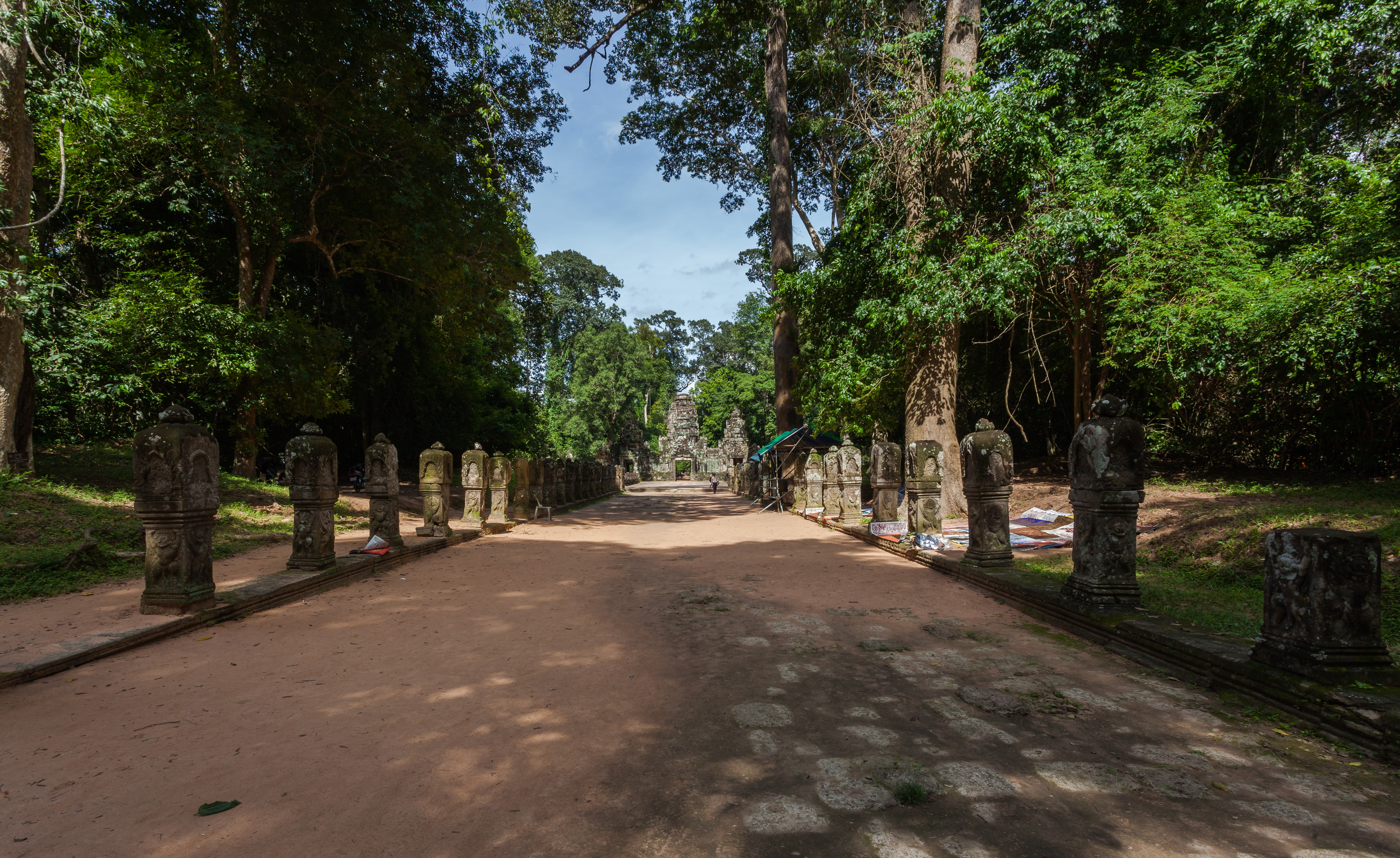
Camino hacia el templo
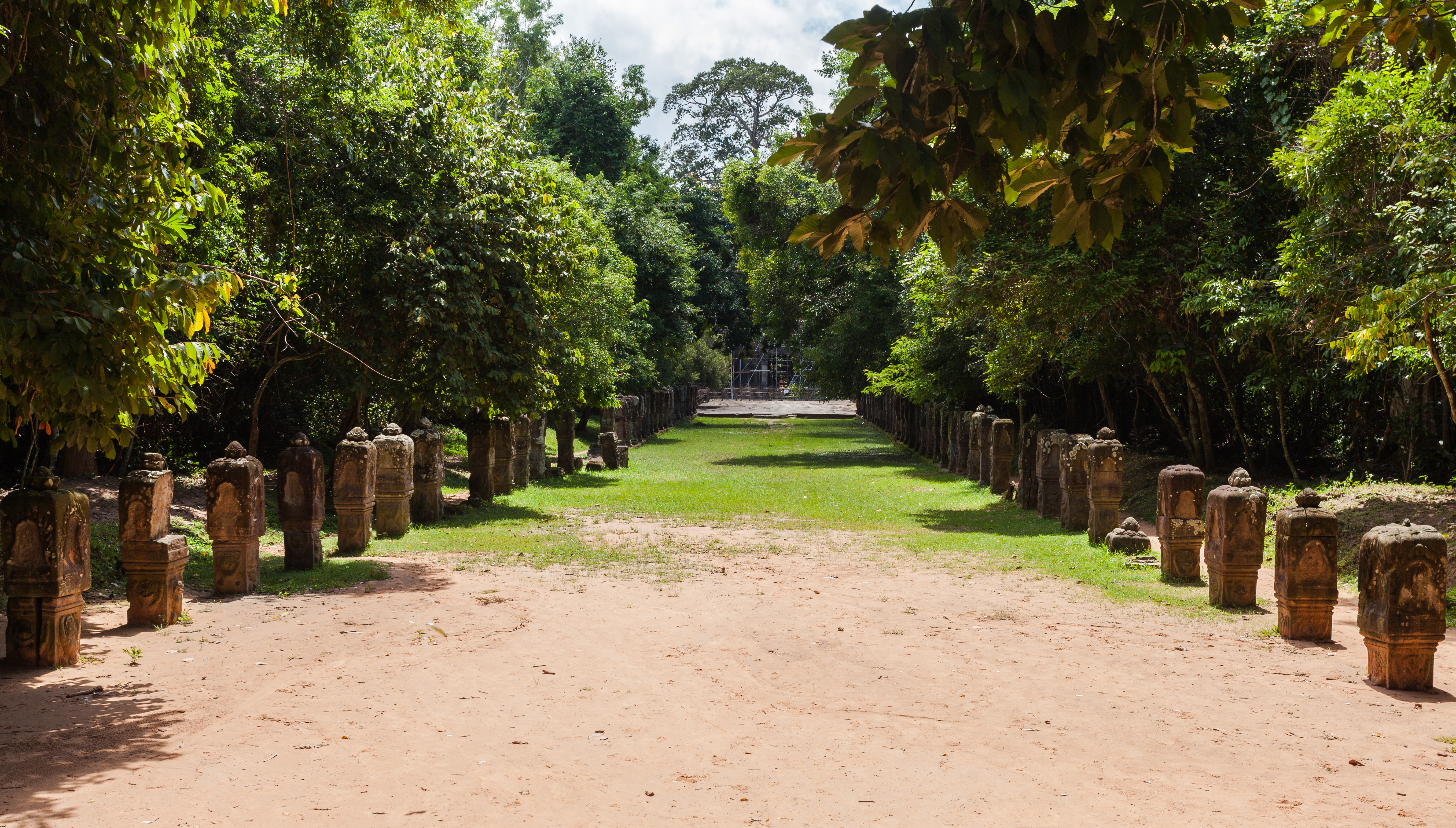
Camino justo antes de llegar al templo.
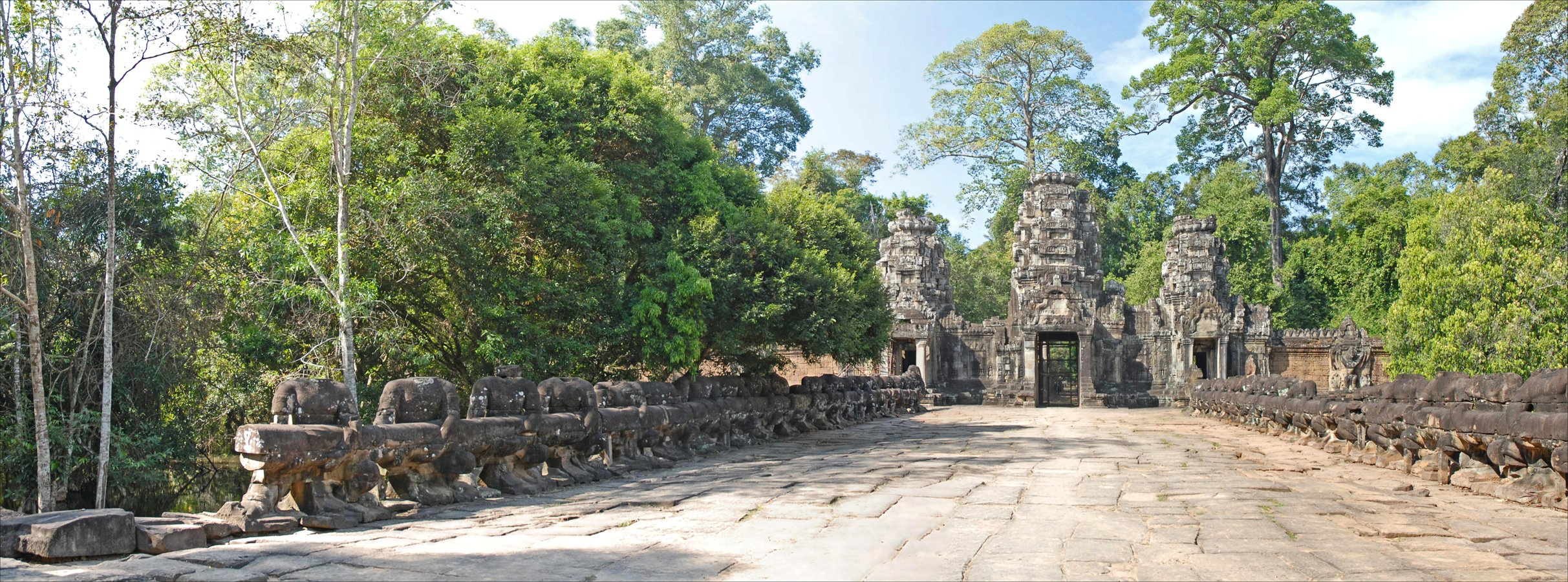
Entrada al complejo.
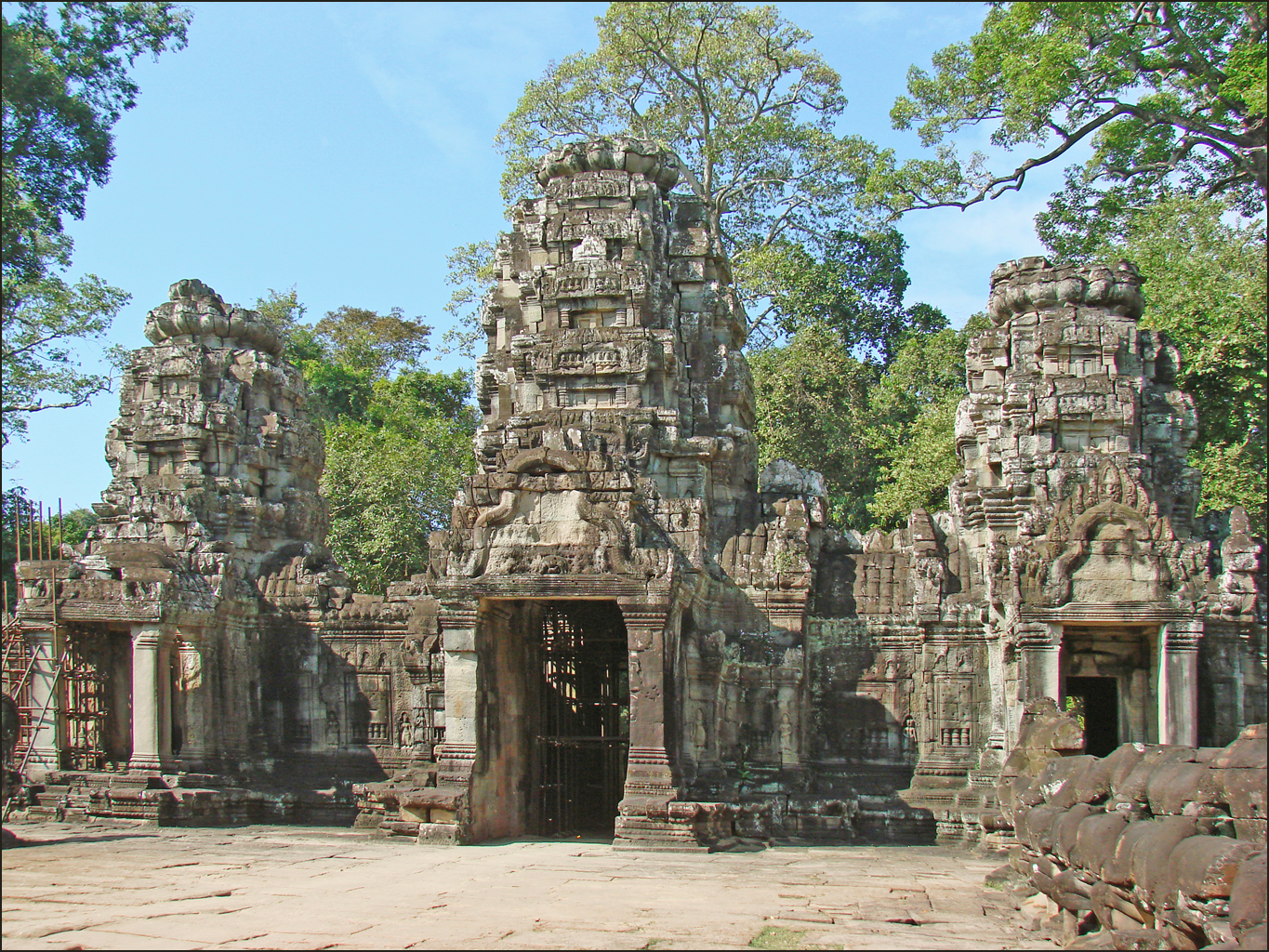
Entrada.
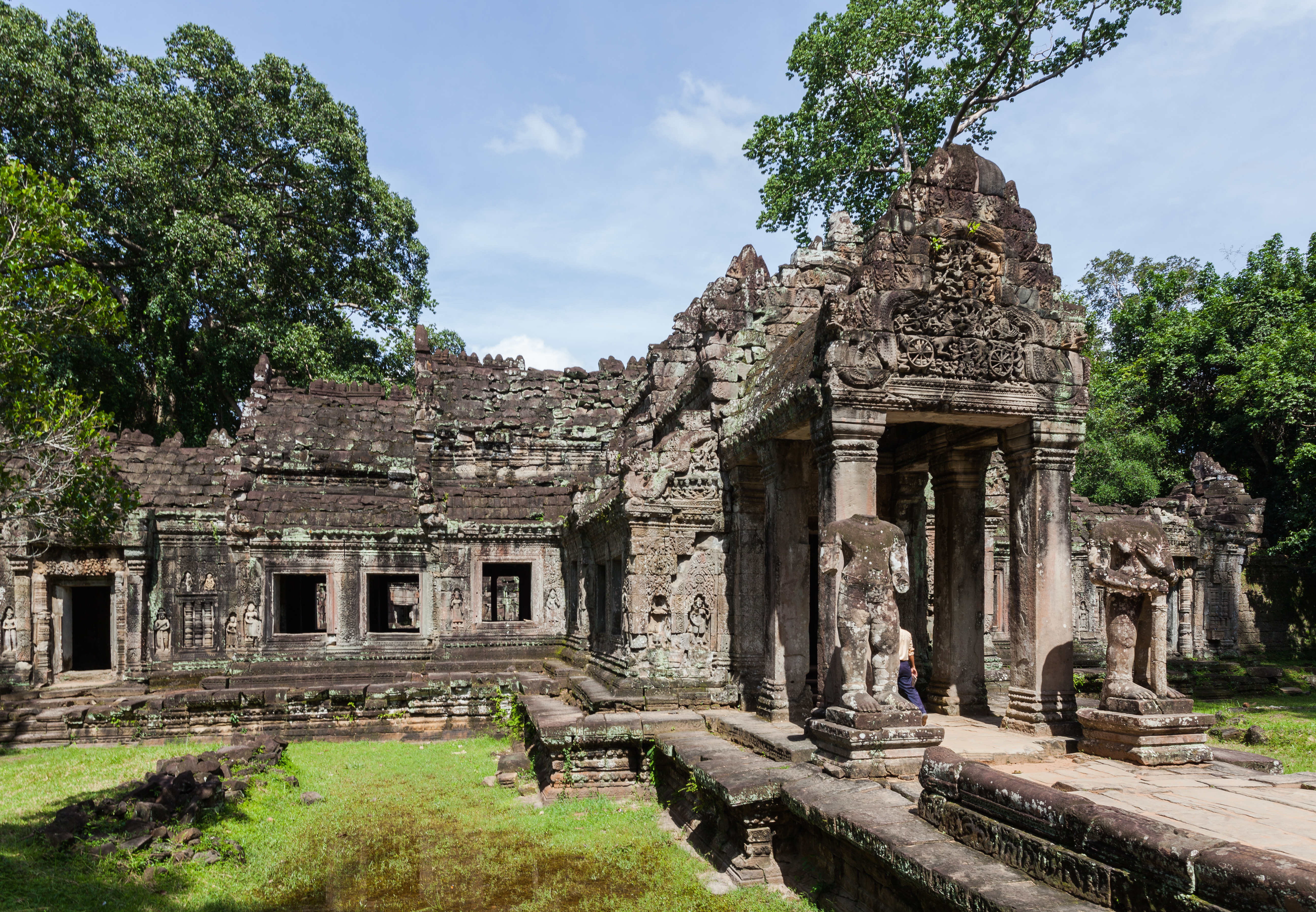
Entrada al templo (Gopura).
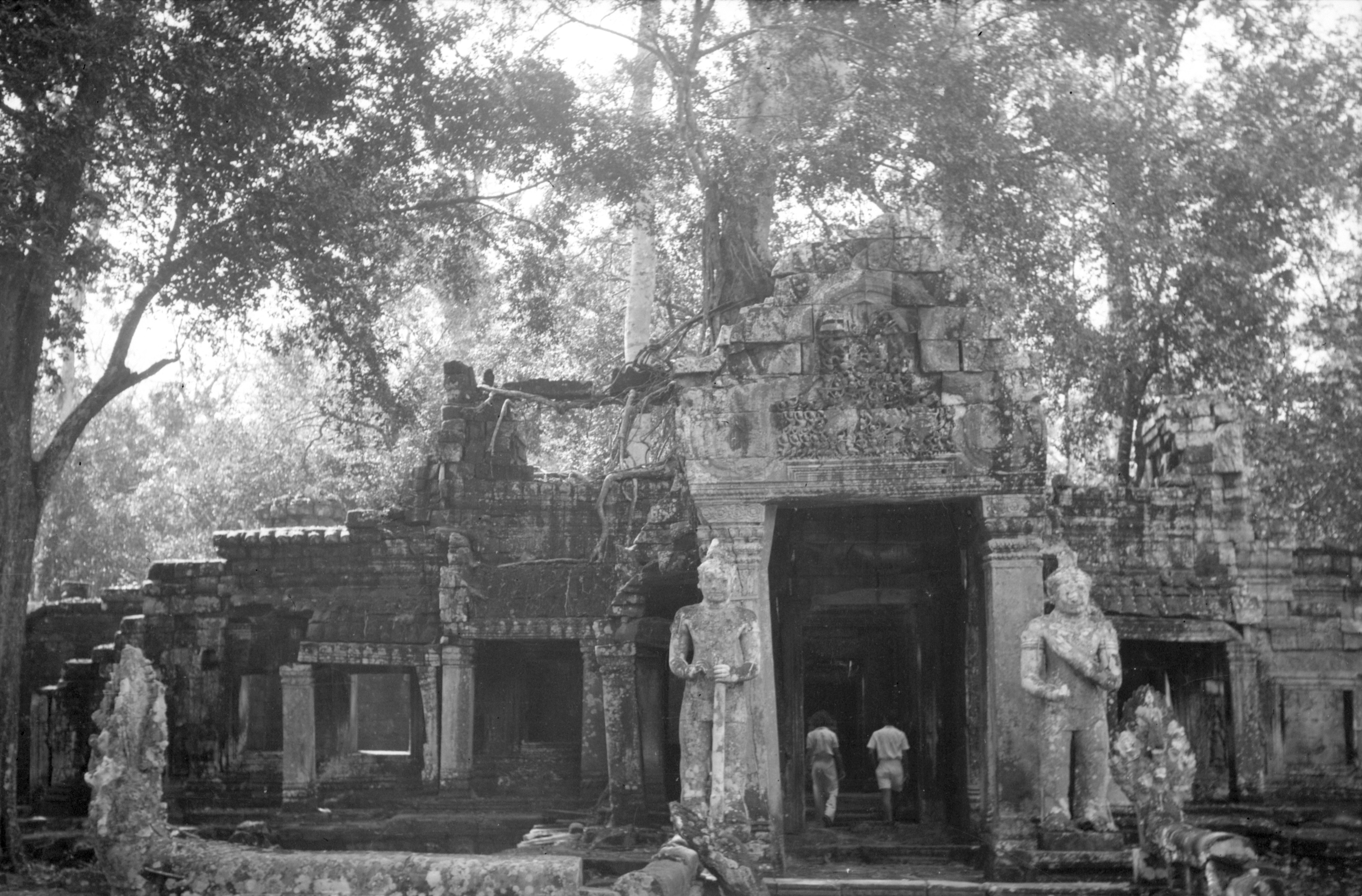
Foto de la entrada en 1942 con las cabezas de las estatuas conservadas.
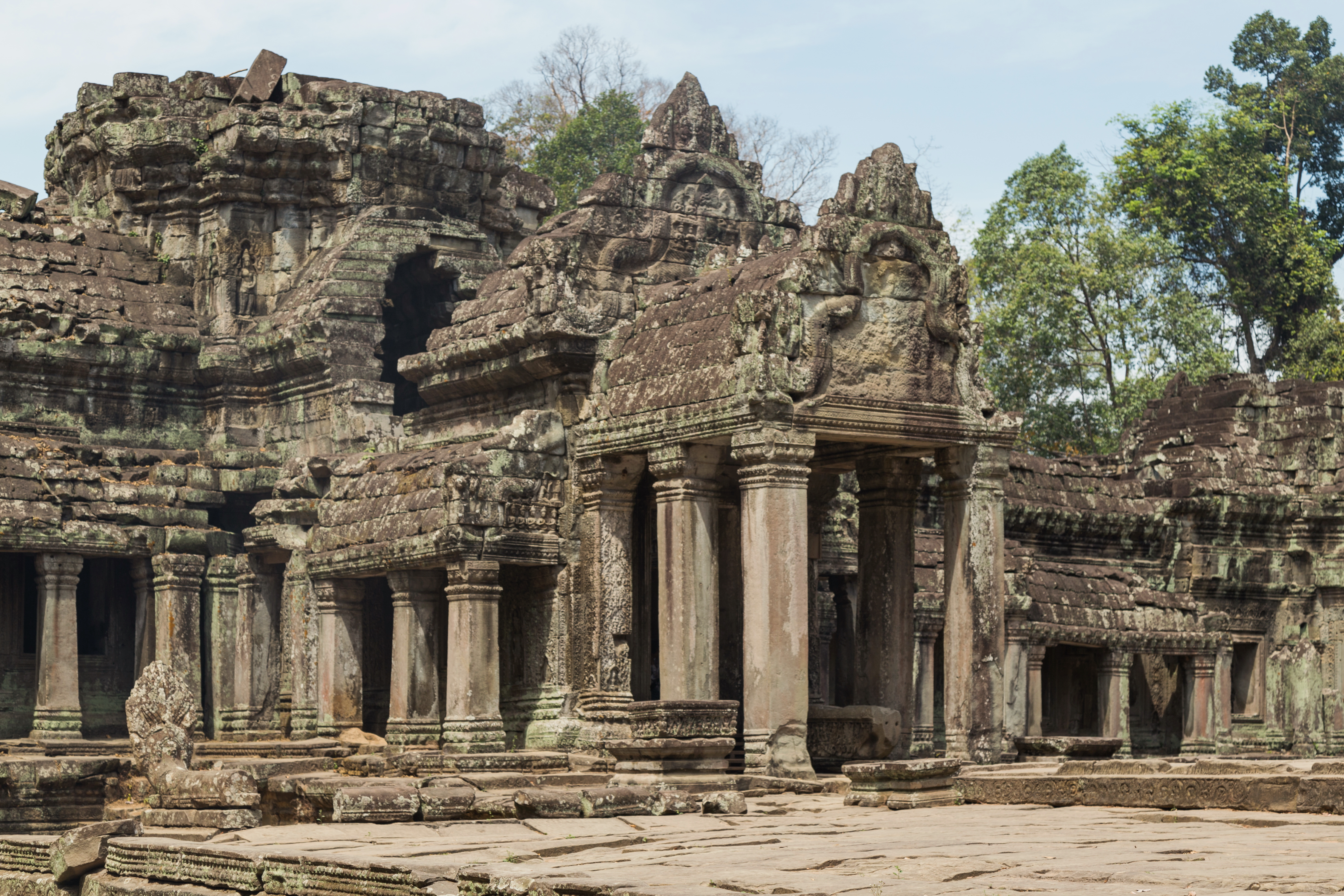
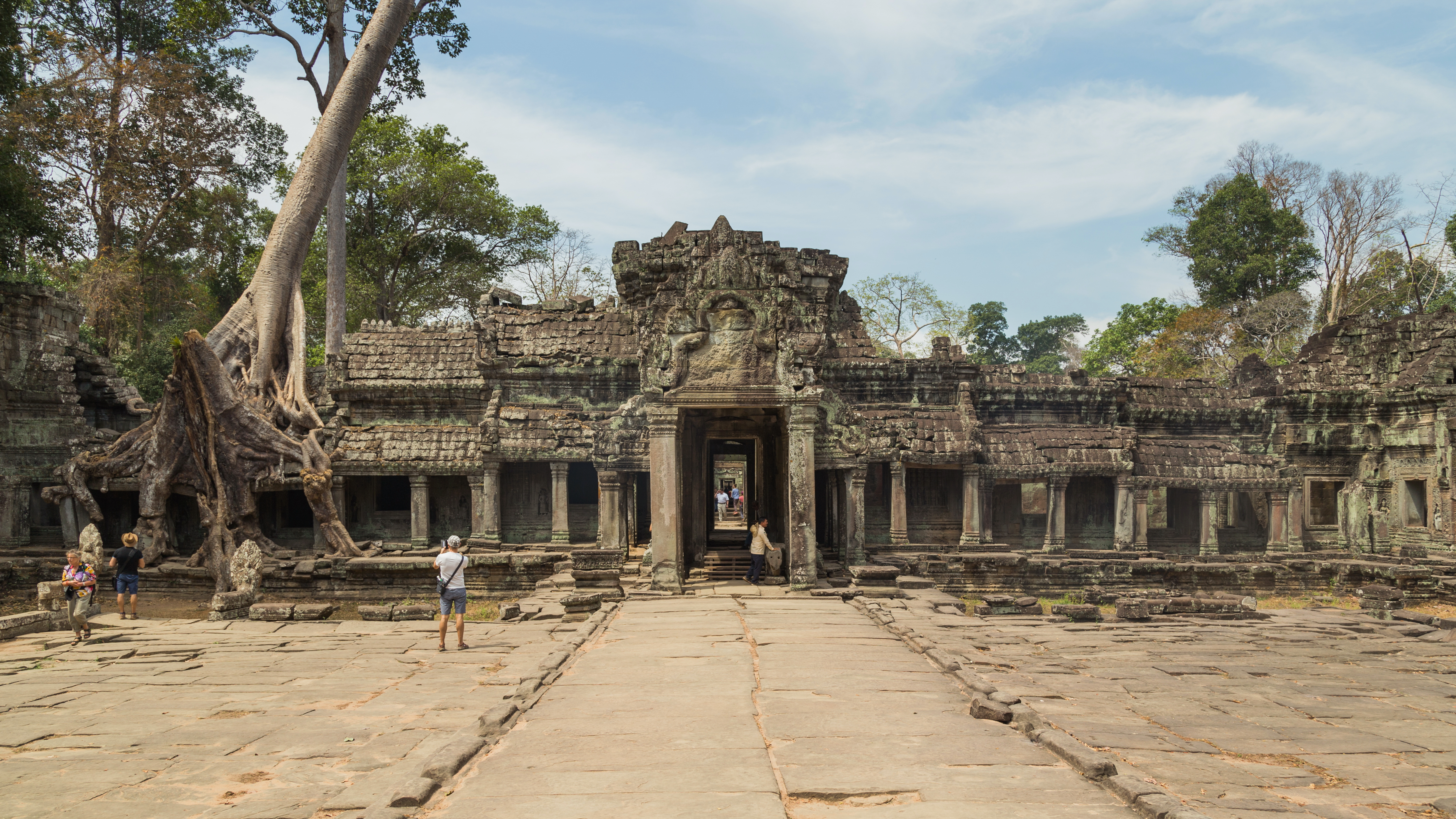
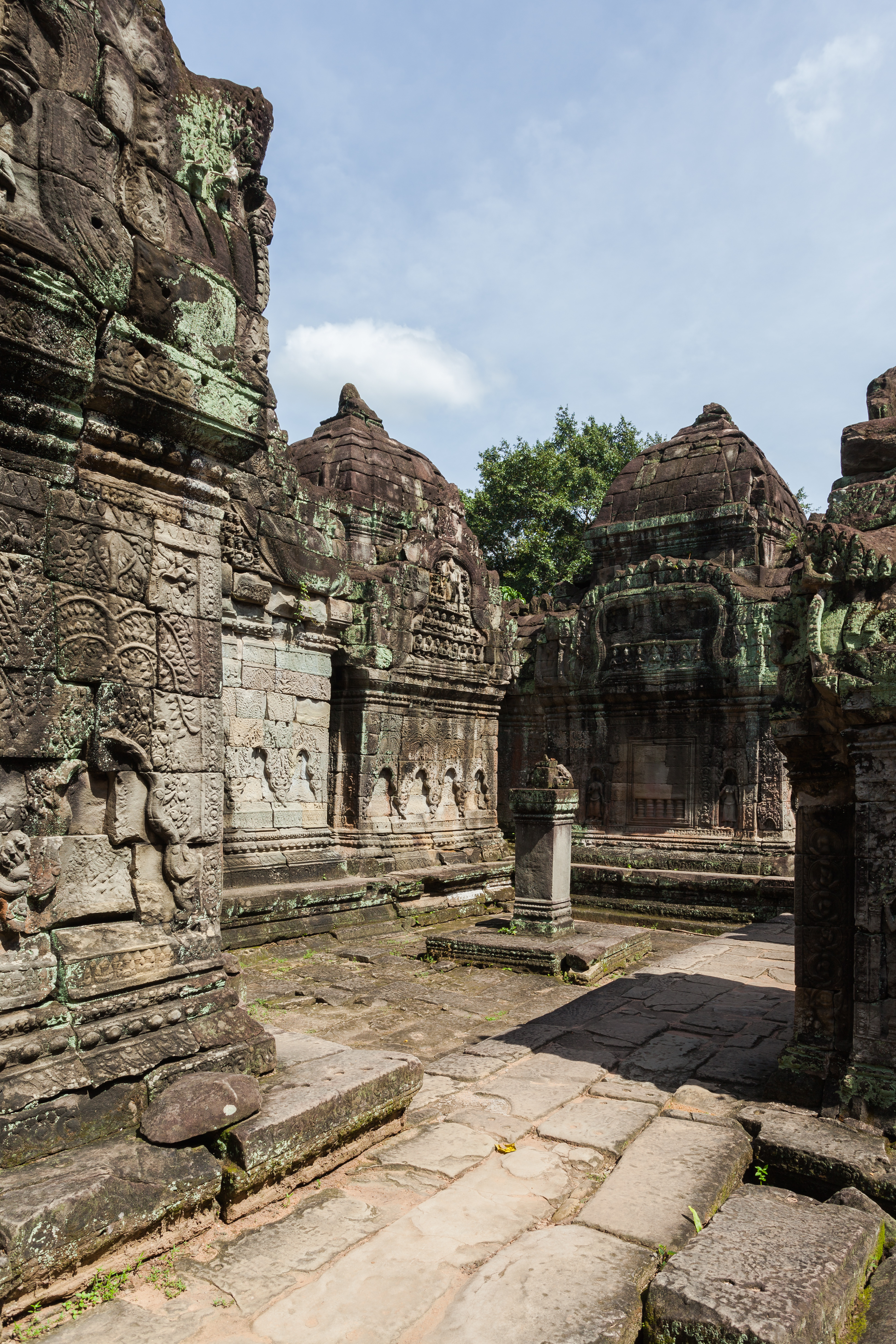
Paredes con relieves bajos en el interior.
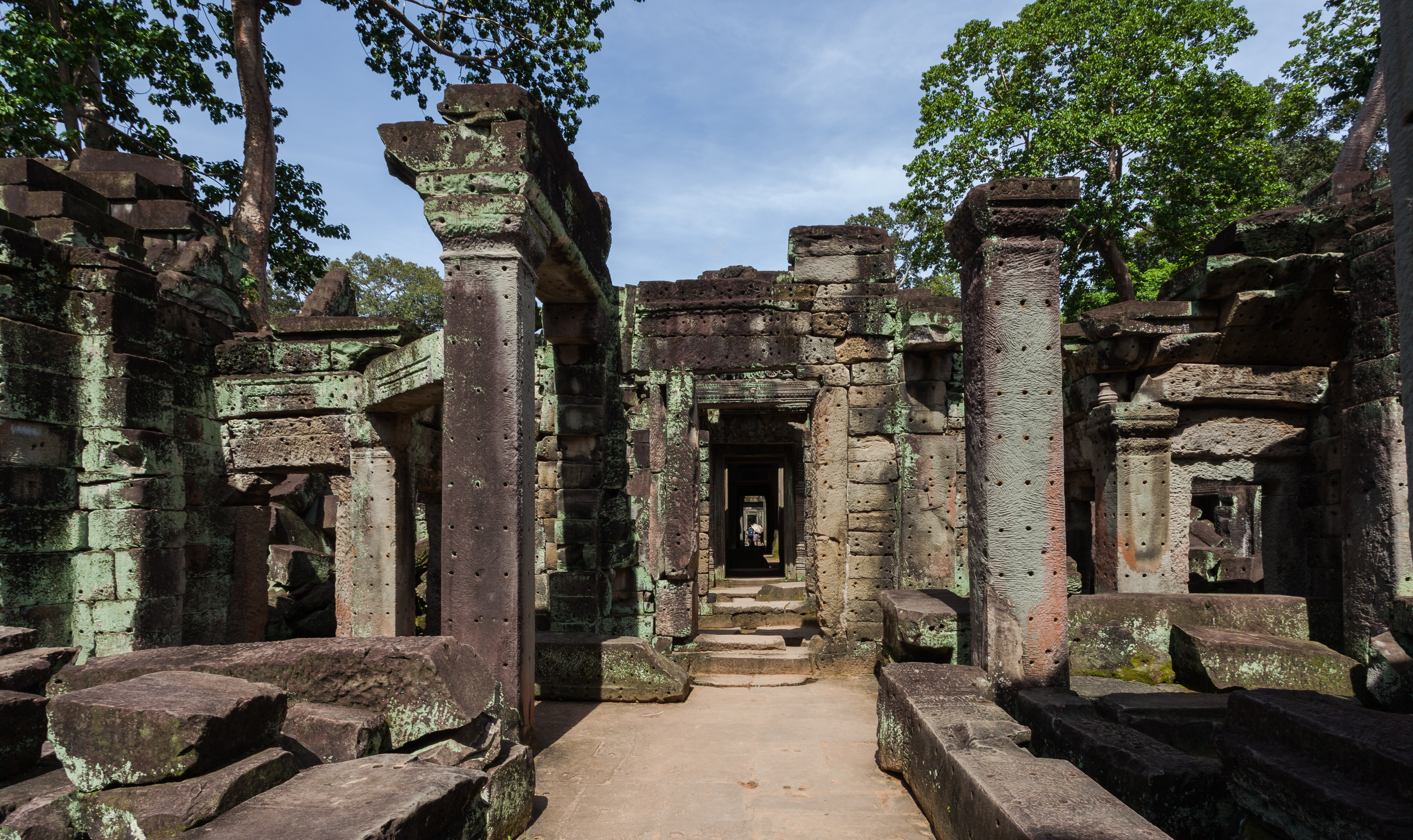
Columnas.
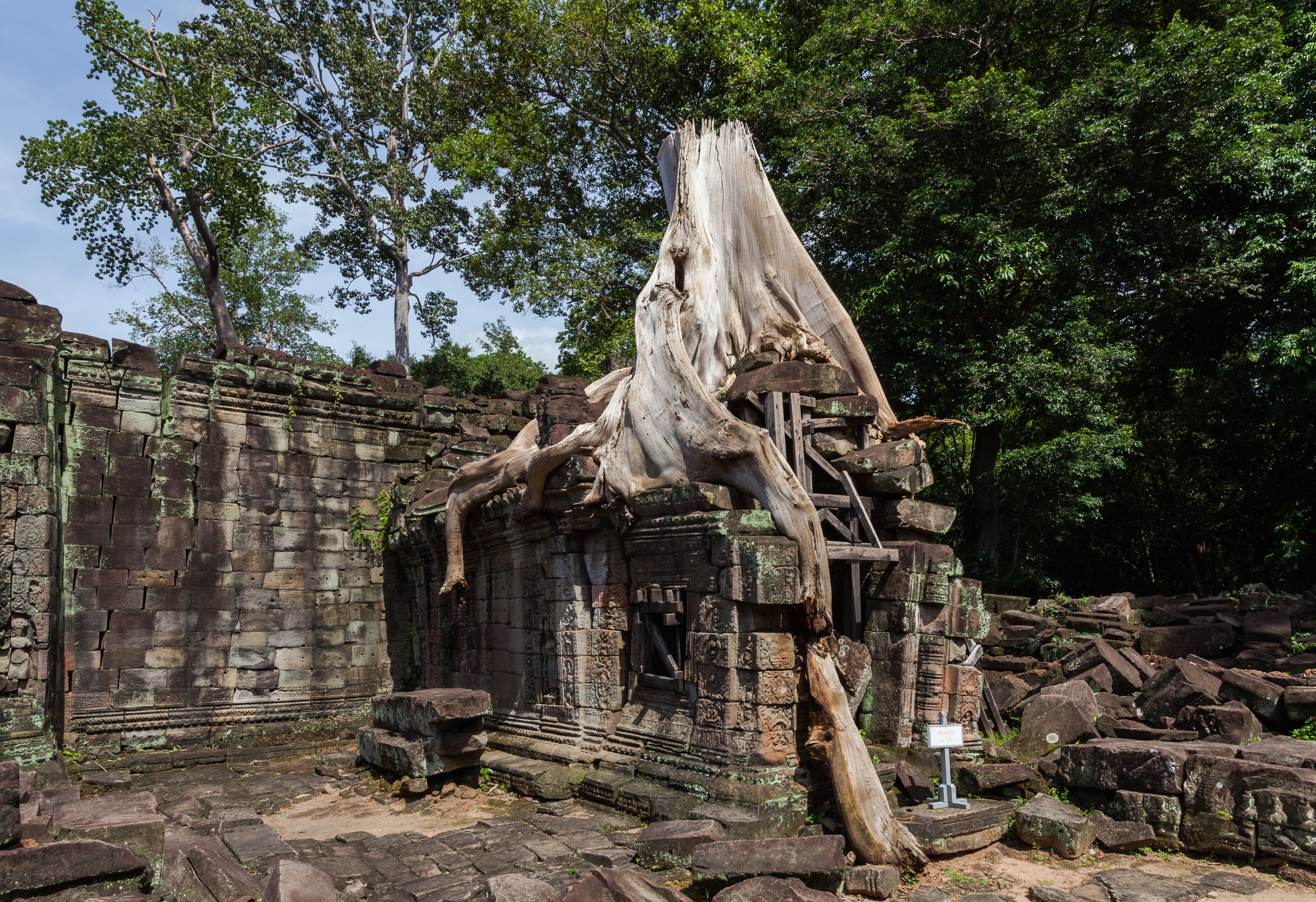
Detalle de un árbol sobre uno de los edificios del templo.
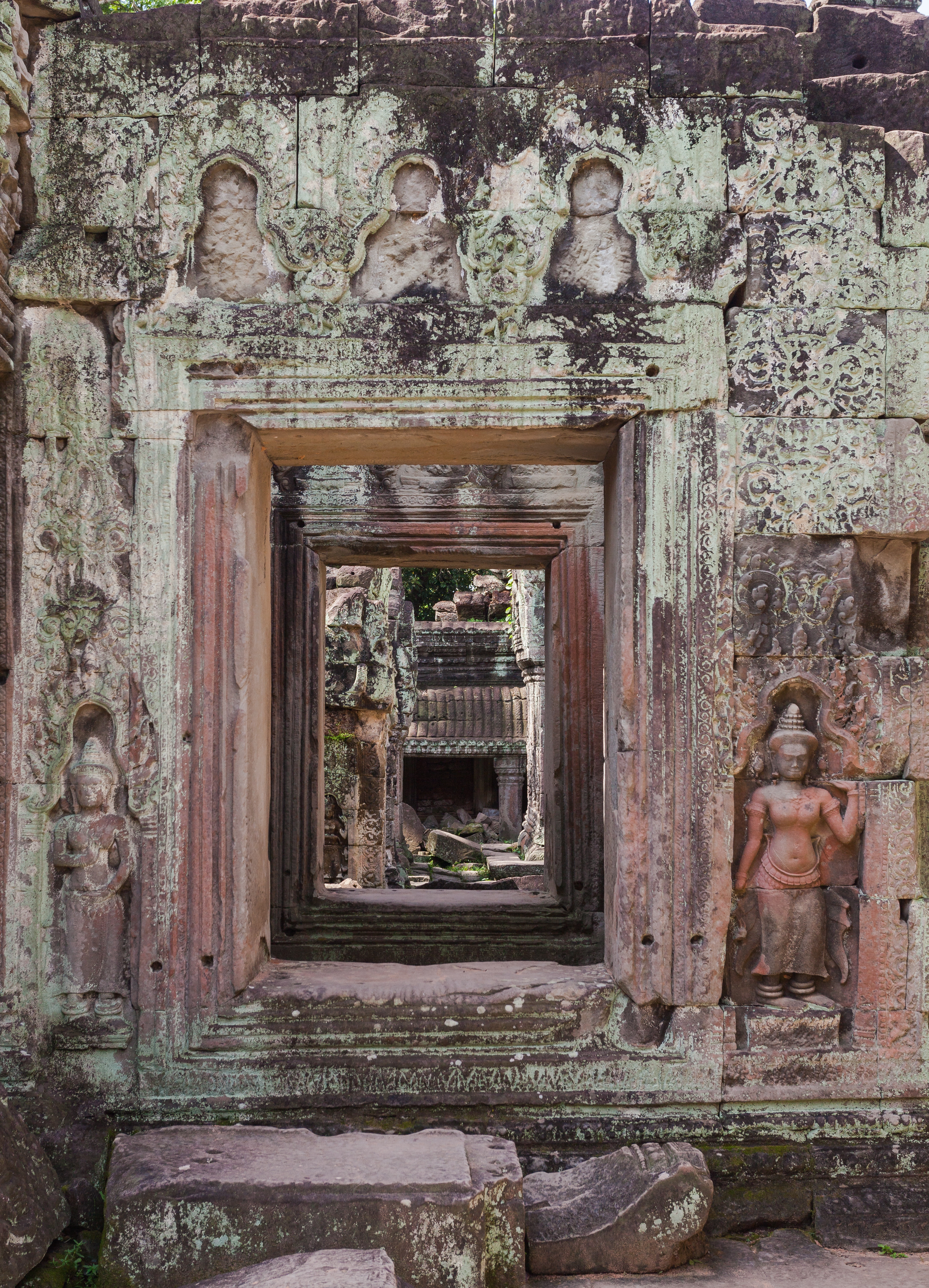
Suite de habitaciones en el templo.
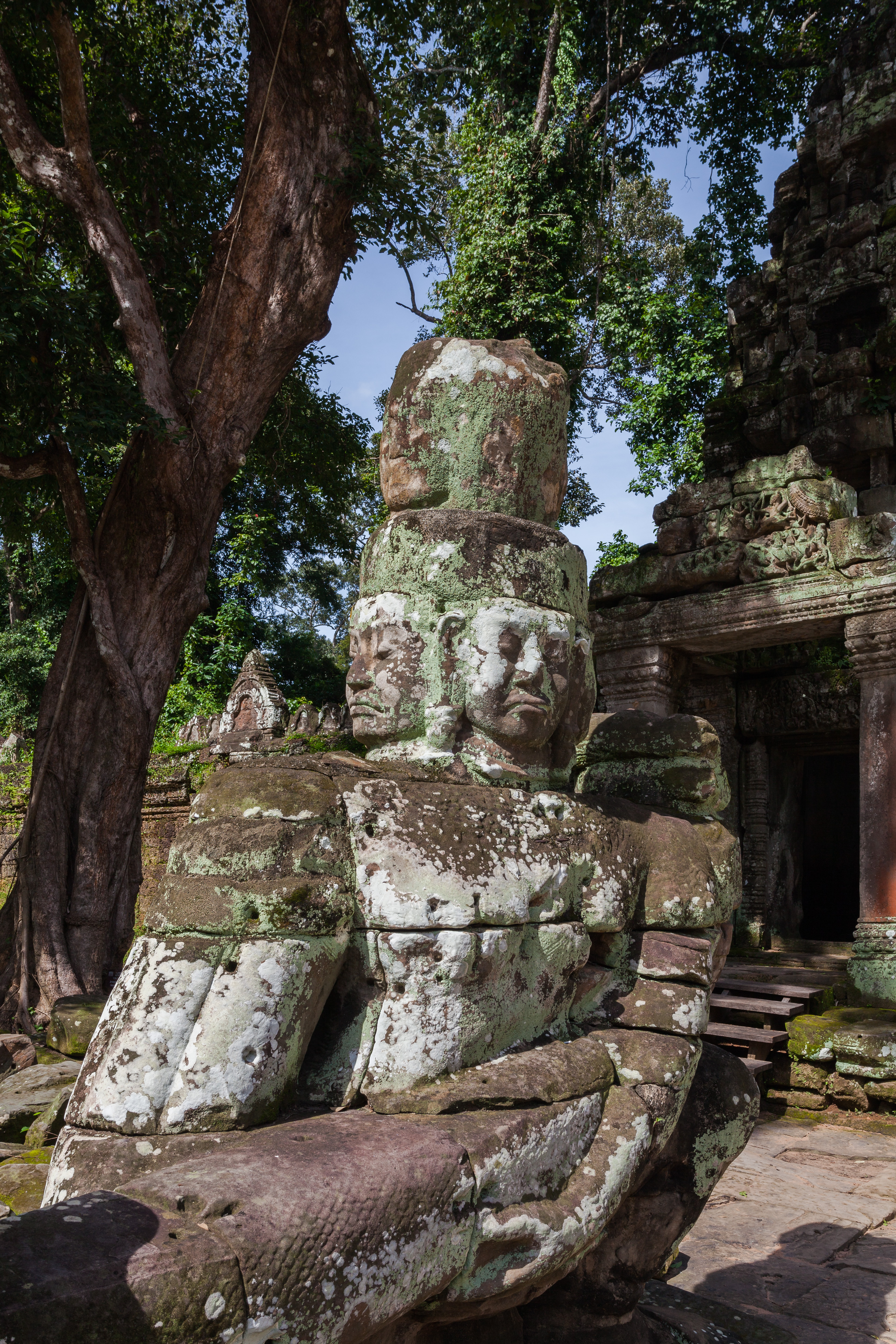
Escultura de una deidad mítica.
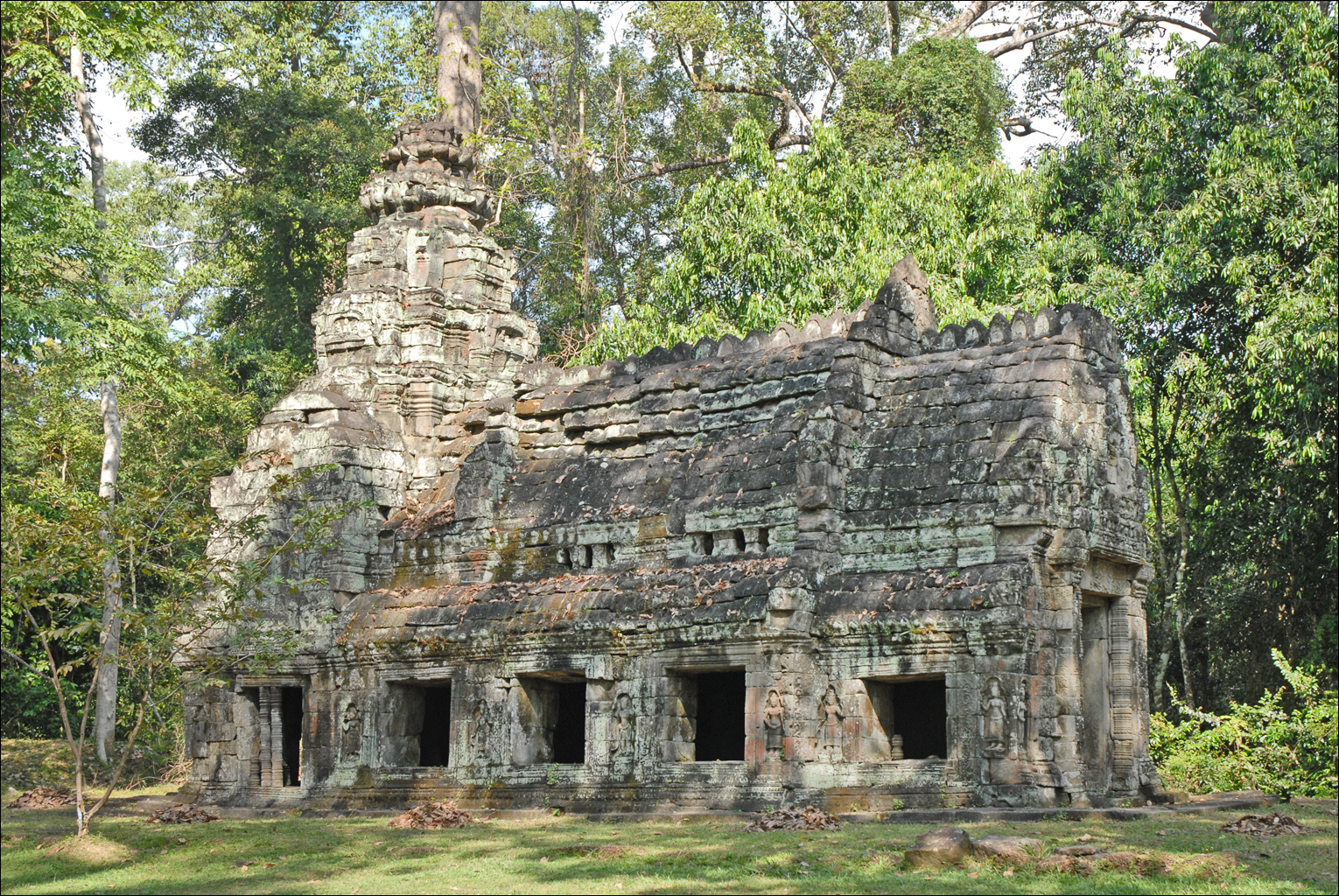
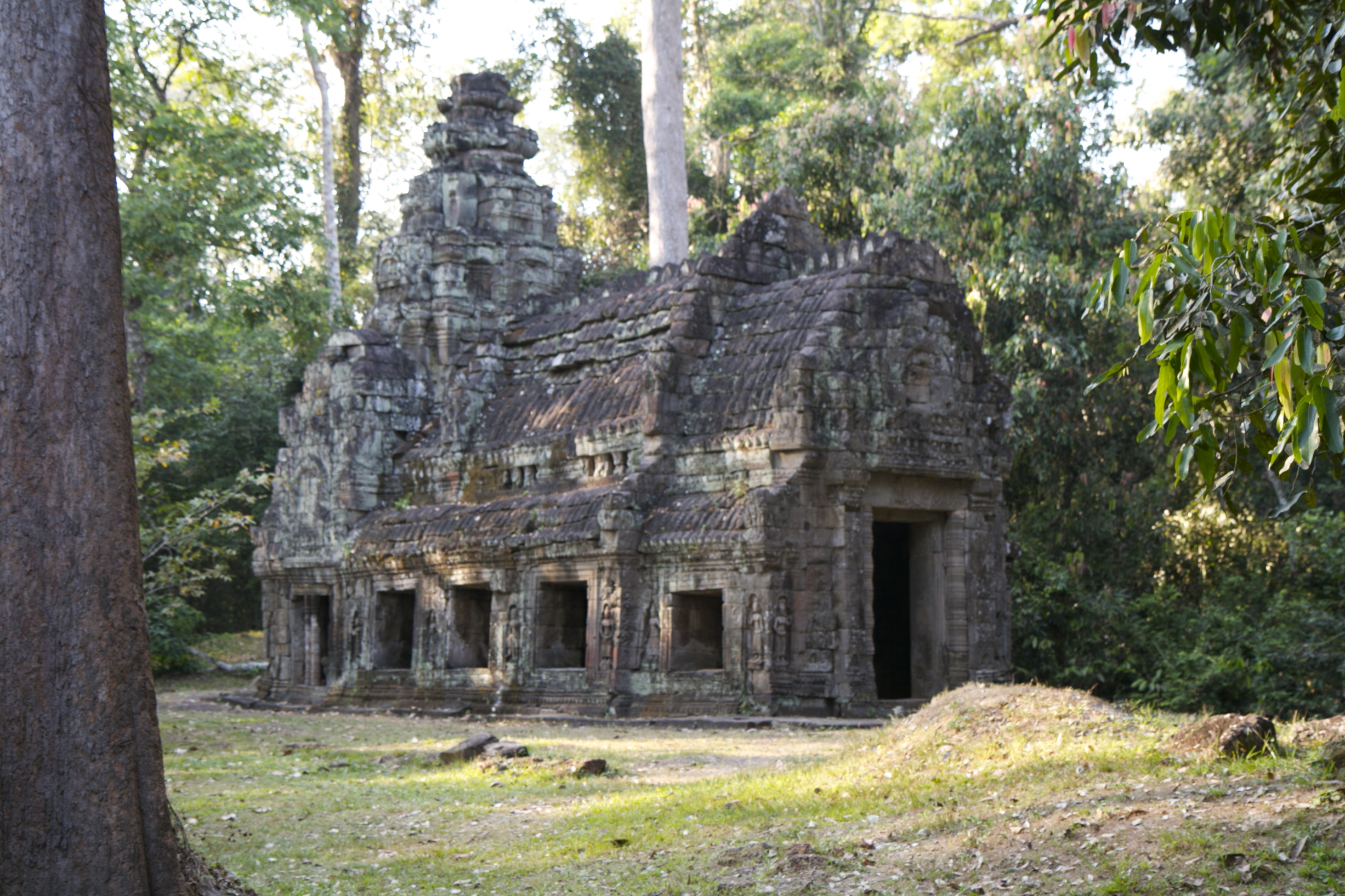
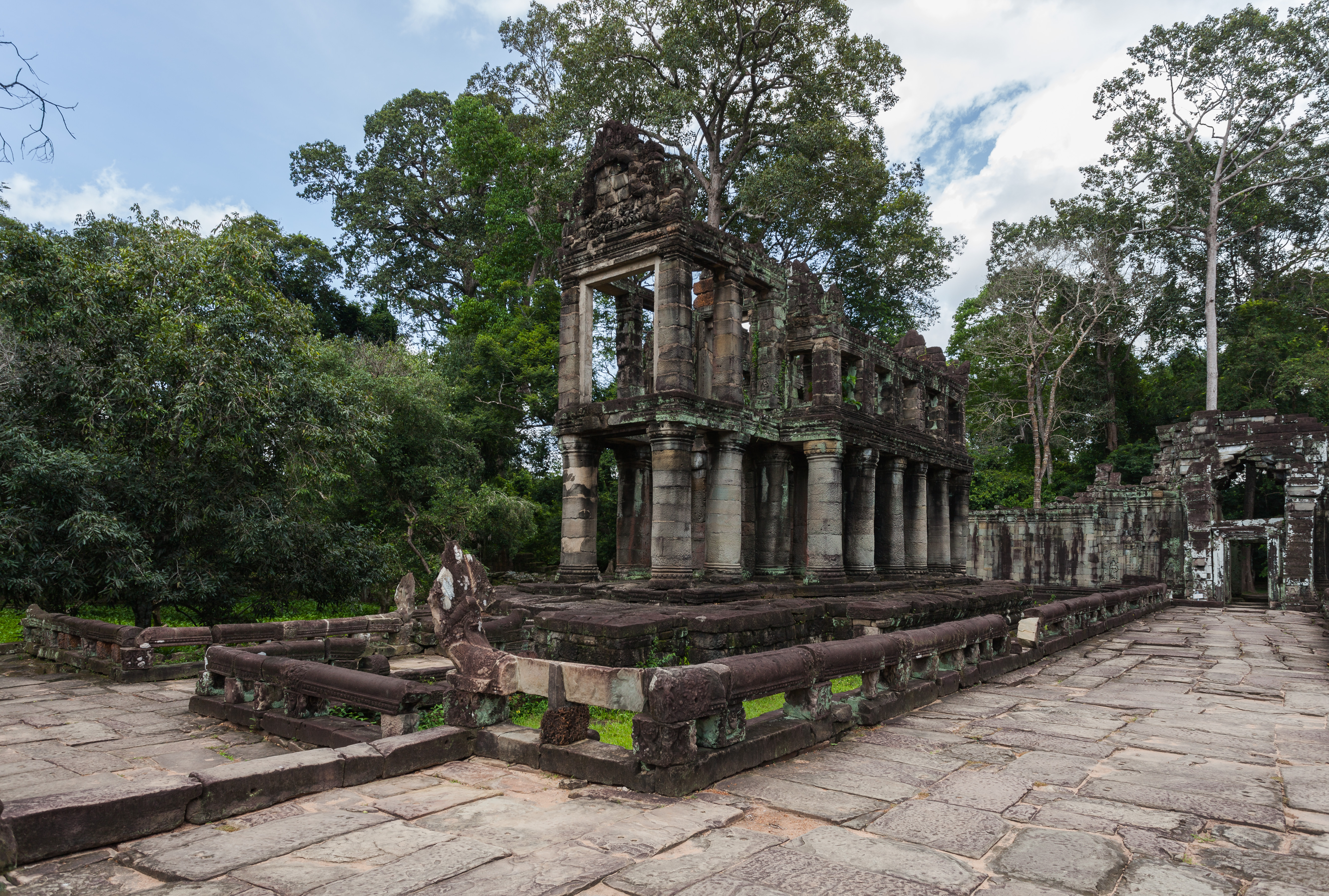
Ruinas de edificio de dos plantas.
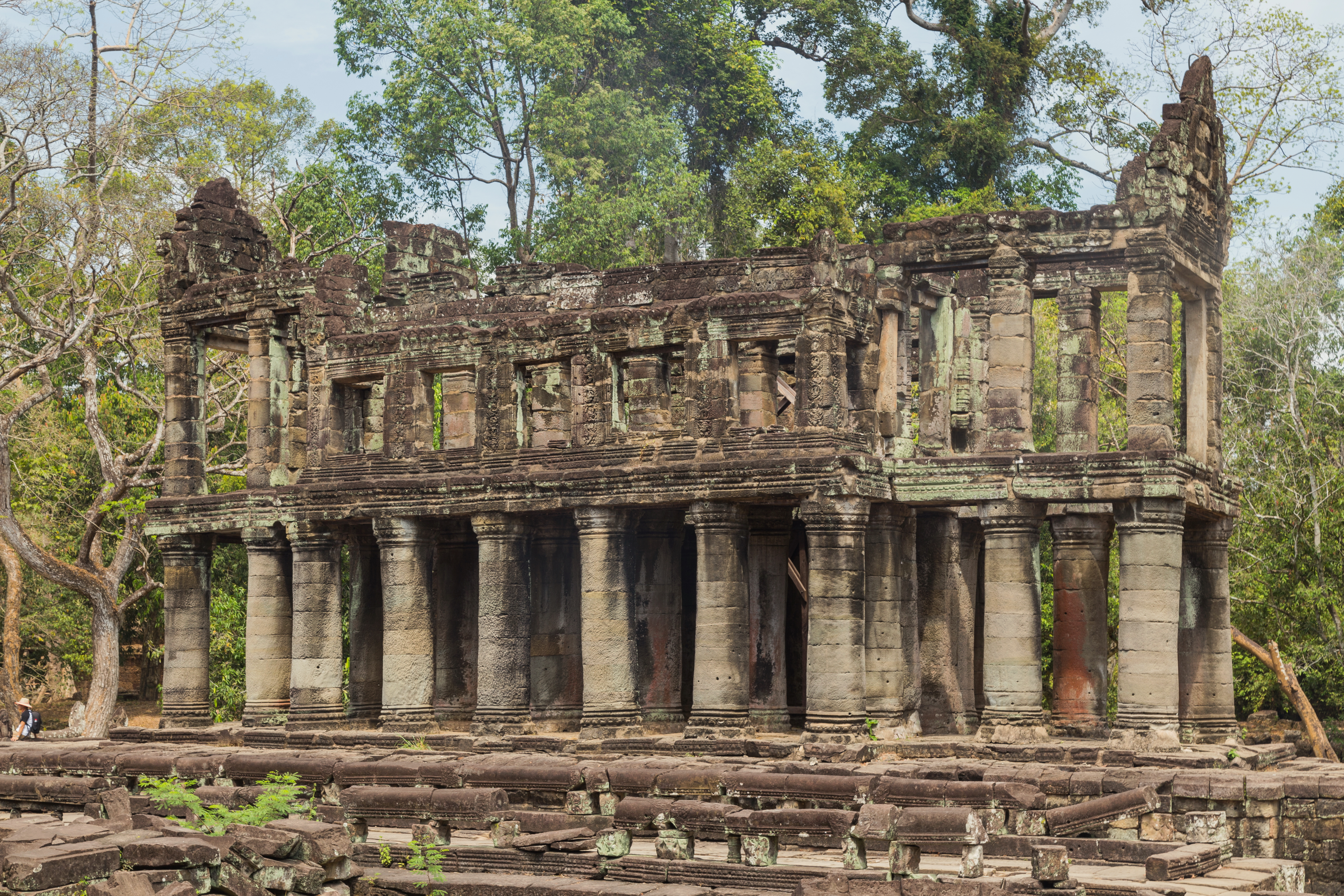
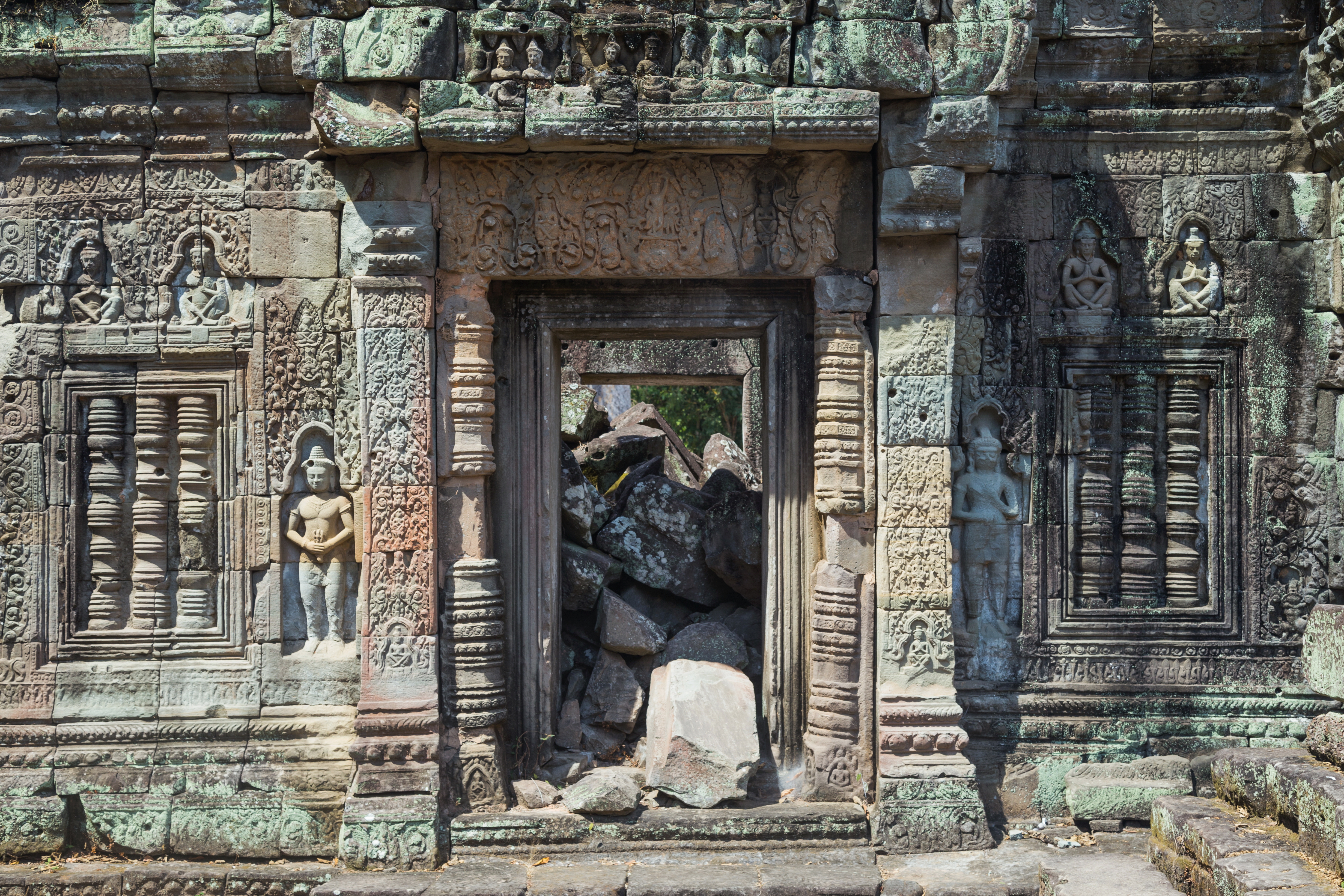
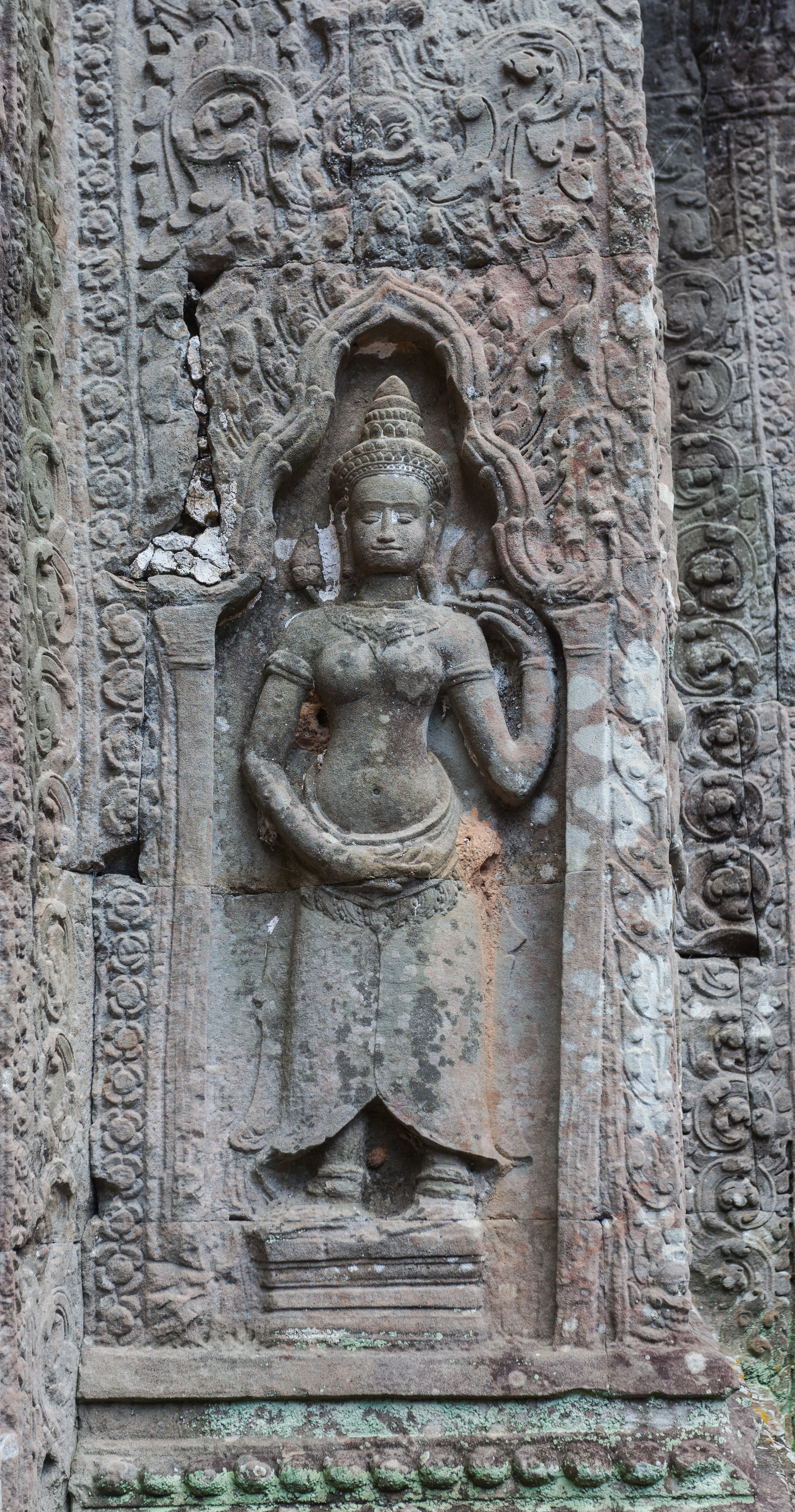
Bajorrelieve en las paredes del templo.
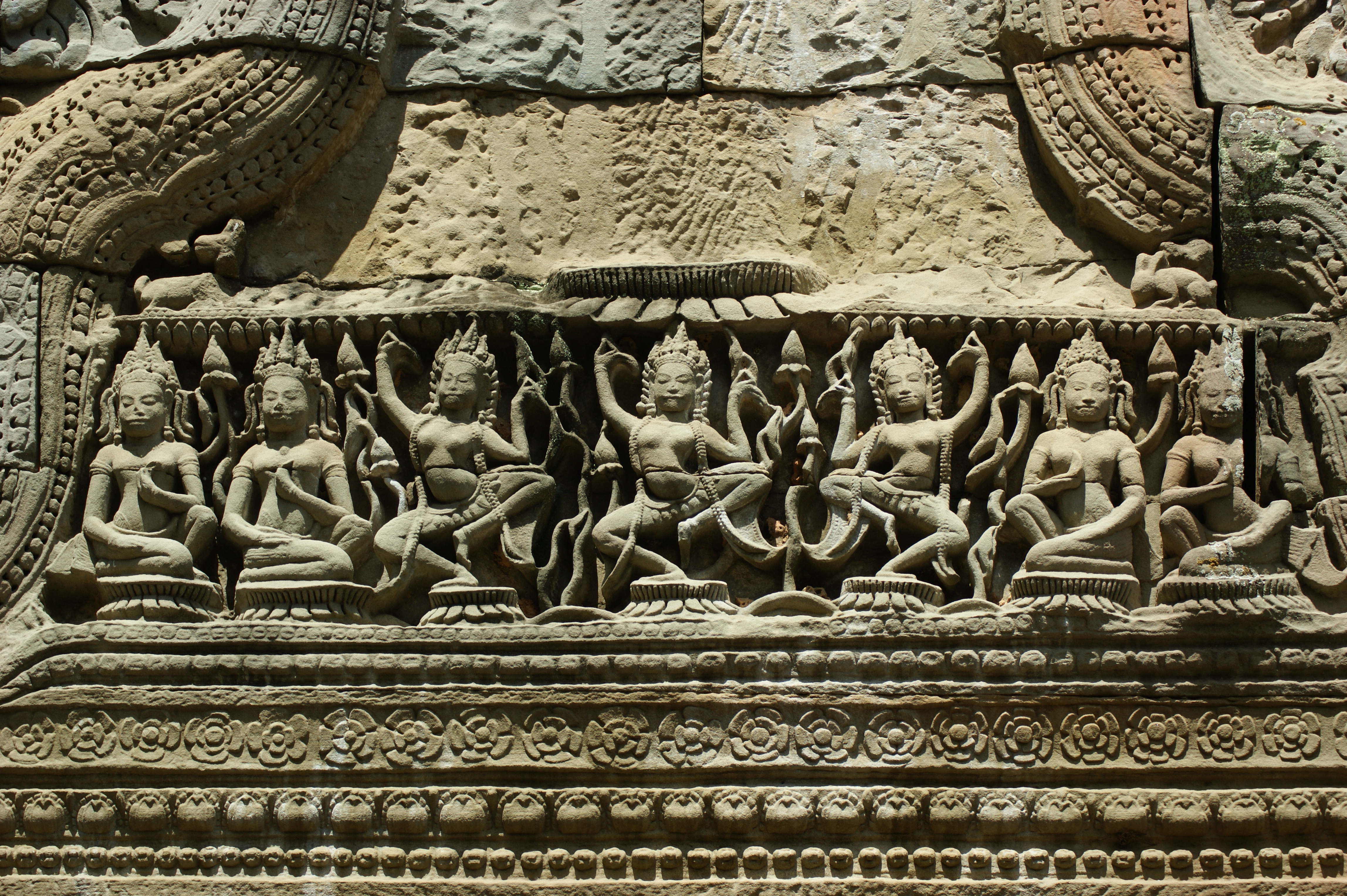
Relieves
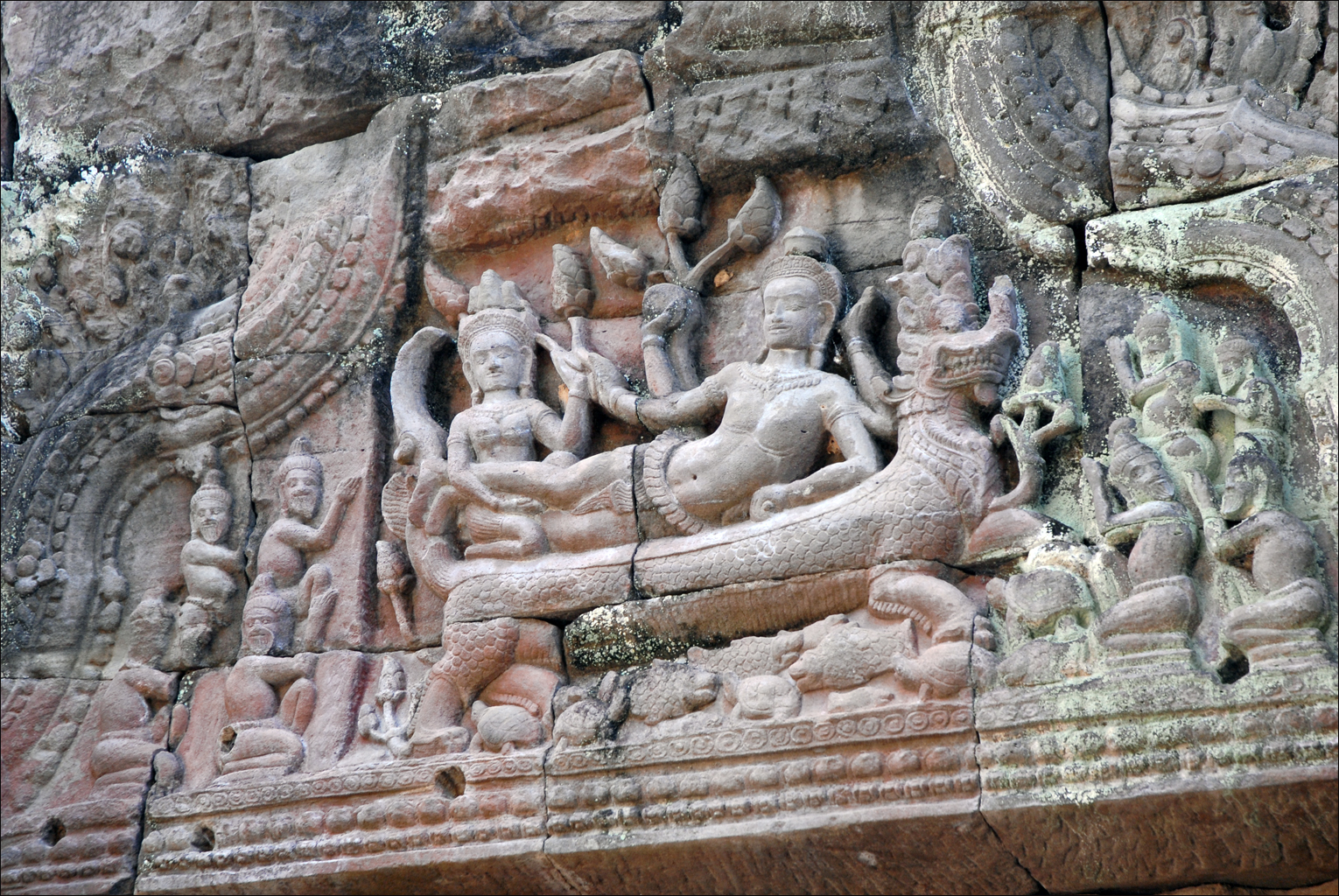
Relieves